# Повторност
Повторност или специален рецидив е форма на рецидива, законово определена от Наказателния кодекс на Република България в чл. 28 ал. 1, който гласи: Предвиденото в особената част на този кодекс наказание за престъпление, извършено повторно, се налага, ако деецът е извършил престъпление, след като е бил осъден с влязла в сила присъда за друго такова престъпление. За разлика от опасния рецидив, осъждането на дееца като непълнолетен също е основание за квлифициране на новото деяние като престъпление, извършено повторно.
За да е налице е необходимо едновременното (кумулативно) наличие на следните предпоставки:
1. Деецът да е бил осъждан с влязла в сила присъда.
2. Двете престъпления да са от един и същи вид (не може да има повторност, когато престъпленията са само от еднакъв род). Прието е, че това изискване ще е спазено и когато деецът осъществява различни състави на едно и също престъпление.
3. В Особената част на Наказателния Кодес да е предвидено специално наказание за повторно извършване на престъпление от съответния вид.
4. Трябва да не са изтекли пет години от изтърпяване на наказанието по първата присъда (чл. 30 ал 1 НК). Когато изпълнението на наказанието е отложено или деецът е предсрочно освободен от неговото изтърпяване, петгодишния срок тече от деня, в който е изтекъл определения изпитателен срок (чл. 30 ал. 2 НК).